# Burberry
Burberry je britský luxusní módní dům vyrábějící oblečení, parfémy a doplňkový sortiment. Pro Burberry typický tartanový vzorek je nejčastěji kopírovaným znakem této firmy. Burberry je nejznámější pro své ikonické trenčkoty (Trench coat), jež byly vynalezeny zakladatelem firmy Thomasem Burberrym. Královna Alžběta II. a tehdejší Princ Charles udělili firmě Královské oprávnění (Royal Warrant of appointment).
Podle Business Weekly je Burberry 98. nejhodnotnější firmou na světě.

## Historie

### Počátky společnosti
Burberry byl založen roku 1856 tehdy 21letým Thomasem Burberrym. Do roku 1870 se vyprofiloval jako firma zaměřená na venkovní oblečení. V roce 1880 Burberry představil zvláštní gabardén - pevnou, hydrofobní a přesto prodyšnou tkaninu. Původní název Burberry se brzy změnil na Burberrys poté, co mnoho lidí produkty nazývalo Burberrys of London. Toto staré označení se dá spatřit na starších výrobcích firmy. Roku 1891 společnost otevřela obchod v ulici Haymarket v Londýně. Ten stále existuje a do nedávné doby byl dokonce sídlem společnosti. To se nyní nachází v Horsferry House přímo za budovou Parlamentu(Londýn).

### 20. století

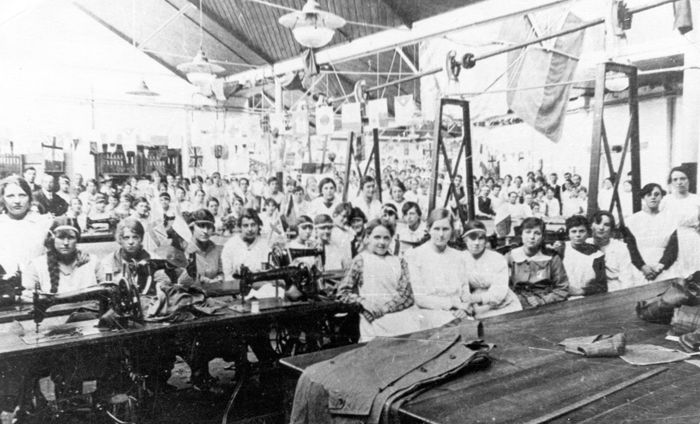
Burberryho šicí dílna na výrobu trenčkotů (Anglie 1918)

Póza influence Mina Habchi s klasickým Burberryho kárem (2022)

V roce 1901 bylo představeno logo Burberry s rytířem na koni obsahující latinské slovo "Prorsum" znamenající vpřed. V roce 1911 dodával Burberry oblečení Roaldu Amundsenovi, prvnímu muži, který dosáhl jižního pólu a Ernestu Shackletonovi, který roku 1914 vedl expedici napříč Antarktidou. Bundu z gabardénu od Burberryho měl na sobě George Mallory na svém nešťastném pokusu o zdolání Mount Everestu roku 1924.
Roku 1914 byl Burberry pověřen Ministerstvem války přepracováním důstojnického kabátce pro potřeby válečného prostředí. Výsledkem se stal legendární trenčkot. Po válce se trenčkoty rozšířily i mezi civilní obyvatelstvo. Ikonická kostka byla vytvořena roku 1920 a byla použita pro podšívku.

### Nedávná historie
V 70. letech se značka stala součástí britské ležérní módy. Což vedlo ke spojení s členy fotbalových fanklubů a britskou mládeží v devadesátých letech. Společnost tak prodělala změnu v klientele, kdy se z firmy pro bohatší klientelu stala značka oblíbená dělnickou třídou.
Burberry se reklamní kampaní v časopisech GQ, Esquire, Vogue, Tatler, Harper´s Bazaar pokusil změnit vnímání u klientů. Společnost je také známá zapojováním britských celebrit do kampaní: modelky Kate Moss, Agyness Deyn, Jourdan Dunn a Lily Donaldson; zpěvák George Craig; herečka Emma Watsonová.

## Obchody
Burberry operuje ve 473 obchodech v 48 zemích 